# 圣母被昇天学院女子短期大学
圣母被昇天学院女子短期大学（日语：／ Seibo Hishōten Gakuin Joshi Tanki Daigaku *）是过去一所位于日本大阪府箕面市的私立短期大学。

## 概要

### 简介
- 学校最早可以追溯到1839年[1]。短期大学为于1967年开办、由学校法人圣母被昇天学院经营、来源于法国圣母被昇天修道会、由于教育的基础是天主教。招生到2003年、停办于2005年[2]

### 历史
- 1967年 被昇天女子短期大学成立并同时设置一个学科即英语科。
- 1987年 改校名为圣母被昇天学院女子短期大学[2]。
- 2001年 心理学科成立[2]。
- 2003年 最后一年招生、次年停止招生（正式停办于2005年7月29日[2]）。

## 学校环境
- 校区：在了大阪府箕面市[注 1]

## 历任校长
- 马瑟・グワダルペ：第一代短期大学校长[3]。

## 组织

### 学科
- 英语科
- 心理学科

### 专科
| - 没有 \| - 没有 \| - 日本短期大学列表 - 学校法人圣母被昇天学院 （页面存档备份，存于）（日語）2014年6月16日阅览。 1. 2. 3. 1. |
| - 没有 |